# Green Light (Beyoncé-Lied)
Green Light ist ein R&B-/Crunk-/Funk-Lied der US-amerikanischen R&B-Sängerin Beyoncé. Das Lied wurde von Knowles, Sean Garrett und Pharrell für Knowles zweites Studioalbum B’Day aus dem Jahre 2006 produziert. Es wurde am 30. Juli 2007 als fünfte Single des Albums im Vereinigten Königreich veröffentlicht. Das Lied wurde von Kritikern gut aufgenommen.
Das Musikvideo zu Green Light ist von Robert Palmers Musikvideo Addicted to Love aus dem Jahre 1985 inspiriert. Im Musikvideo hat Beyoncés Tourband Suga Mama ihren zweiten Auftritt in einem Musikvideo.

## Hintergrund
Nach den Dreharbeiten zu Dreamgirls, wo Beyoncé die Hauptrolle spielte, begann sie mit den Arbeiten am zweiten Studioalbum. Durch den Film bekam Knowles viele neue Ideen und Inspirationen für das Album und die Lieder. Beyoncé kontaktierte den Songwriter Sean Garrett, der mit ihr schon für Destiny’s Child Lieder schrieb, darunter auch Knowles Hitsingle Check on It aus dem Jahre 2006. Zusammen mit Pharrell, der schon vorher mit Knowles gearbeitet hatte, buchten sie die Sony Music Studios in New York City für die Aufnahme und die Produktion. Gleichzeitig wurde auch Kitty Kat geschrieben, produziert und aufgenommen, das ebenfalls auf B’Day enthalten ist.

## Musikalisches und Inhalt
Green Light ist ein R&B-/Crunk-/Funk-Lied. Das Lied wurde im F Minor komponiert. Die Chorde folgen der Fm-G Serie und dem Bm7 Minor. Green Light enthält eine uh-huh huh huh Passage, welche denen ihres Hits Crazy in Love entsprechen. Zudem ist die uh-oh-oh-oh-oh Passage, eine Gesangsimitation von Ameries Hitsingle 1 Thing aus dem Jahre 2005.
Das Liedtext ist in der traditionellen Vers-Chorus-Form gehalten. Das Lied startet mit dem Intro, indem Beyoncé Give it to mama singt. Es folgen die Vers-Chorus-Vers-Vers-Chorus Übergänge mit der Bridge. Beyoncé wiederholt den Chorus am Ende des Liedes.

## Veröffentlichung

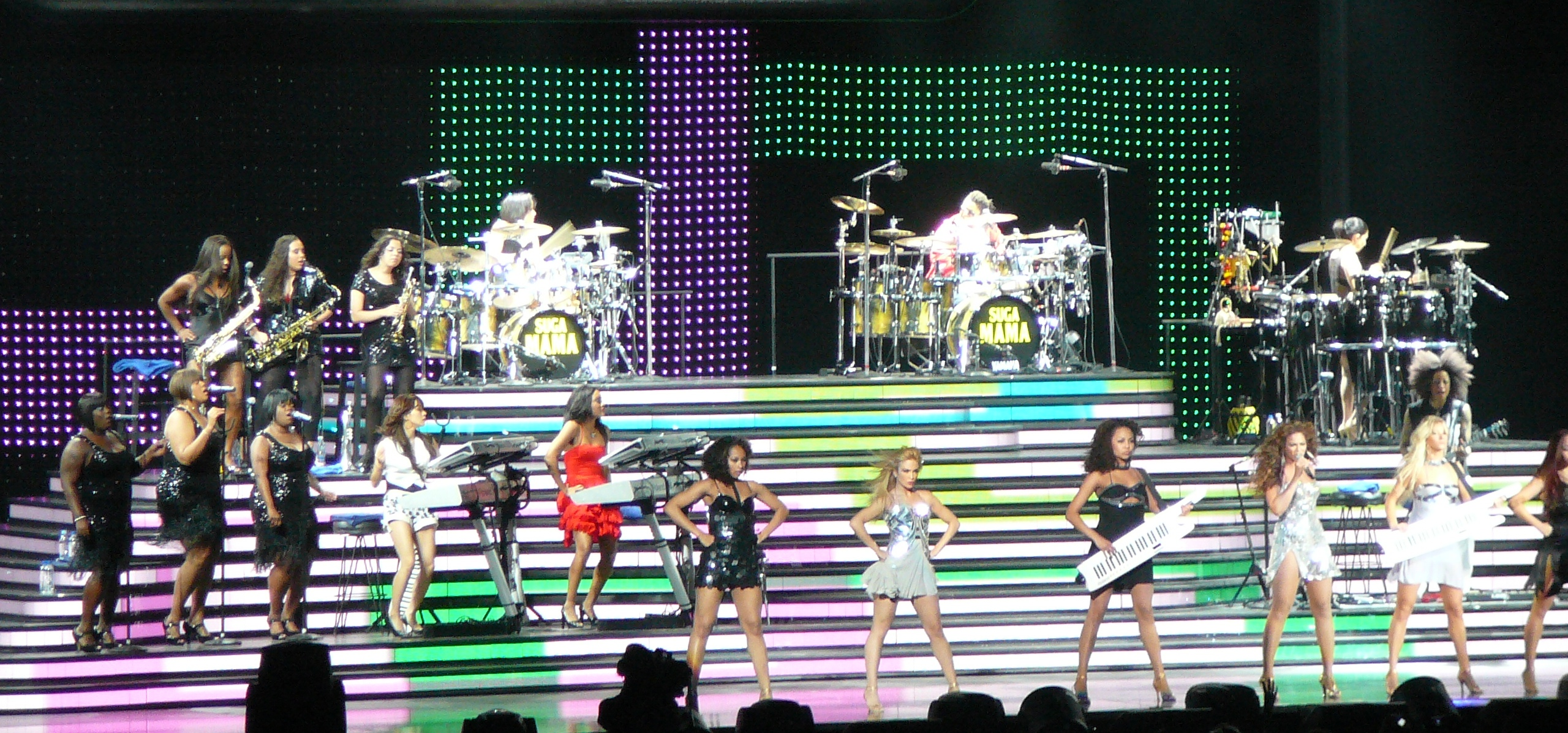
Beyoncé singt Green Light zusammen mit ihrer Tourband Suga Mama, während der The Beyoncé Experience Tour im Jahre 2007 world concert tour

Zusammen mit dem Lied Get Me Bodied wurden beide als erste Singles von B’Day gehandelt, man entschied sich aber für Déjà Vu. Beyoncé benutzte beide Lieder für das internationale Markt; aber veröffentlichte Ring the Alarm als zweite Single aus dem Album. Green Light wurde am 30. Juli 2007 im Vereinigten Königreich, als fünfte Single des Albums nach Beautiful Liar, veröffentlicht. Zusammen mit der Single wurde die Remix-EP Green Light: Freemasons EP am 27. Juli 2007 nur als Download veröffentlicht.

## Kritiken
Green Light wurde von Kritikern gut aufgenommen. Eb Haynes von Allhiphop bezeichnet Green Light als einen „klassischen R&B Song“. Andy Kellman von Allmusic bezeichnet das Lied als eine „starke, kräftige Dance-Nummer“. Spence D. von IGN erklärte, „‚Green Light‘ bringt Sommergefühle hoch.“ „Das Lied kann ein richtiger Sommer-Hit werden, aber ob es an den Erfolg von Beautiful Liar anknüpft, ist fraglich“.

## Musikvideo
Die Regie zum Musikvideo zu Green Light führte Melina mit Beyoncé Knowles zusammen. Im Frühjahr 2007 war es eines der beiden Musikvideos, die in zwei Wochen für das B’Day Anthology Video Album aufgenommen wurden, außerdem ist das Musikvideo zu Green Light eines von acht geheimen Musikvideos von Beyoncé.

### Kitty Kat(Intro)
Für das einminütige Musikvideo zu Kitty Kat führten ebenfalls Melina und Beyoncé zusammen Regie. Am Anfang des Musikvideos sieht man von Beyoncé einfache Tanz-Szenen, wobei Beyoncés Gesicht und Augen fixiert werden, die so geschminkt und gestylt sind, dass sie einer Katze ähneln sollen. Kurz danach kommt eine übergroße Katze ins Video, die anschließend mit Beyoncé und einem pinken Stoffknäuelchen spielt.
Die riesengroße Katze wurde selbst konstruiert und ist eine große Roboterkonstruktion mit einem Fellüberzug, daraus wird dann die riesengroße Katze und die Bewegungen. Das Video war eigentlich nur für B’Day Anthology gedacht, wo Beyoncé noch mehr Kleidungen trägt und alles noch heißer hält als im Musikvideo zu Kitty Kat, deswegen wurden viele Szenen herausgeschnitten. Das ganze komplette originale Musikvideo wurde nie veröffentlicht.

### Green Light
Das Musikvideo zu Green Light ist von Robert Palmers Addicted to Love Musikvideo aus dem Jahre 1985 inspiriert, wo eine Frau mit ihrer Gitarre einen Rockstar interpretiert. Im Musikvideo hat Beyoncés Tourband Suga Mama ihren zweiten Auftritt in einem Musikvideo. Mit Green Light wollte Beyoncé eine moderne Version des oben erwähnten Videos, da sie ebenfalls Instrumente in das Video miteinbeziehen wollte und auch einen Rockstar interpretieren wollte.
Beyoncé bezeichnet die Dreharbeiten zu Green Light als „die härteste Drehzeit für einen heißen Clip von mir“. Im Video tanzt Beyoncé in einem heißen Latex-Lederanzug. Beyoncé tanzt erst mit einer Frauengruppe, welche sich nach einiger Zeit am Boden wälzen und später Knowles begrabschen und einen Orgasmus interpretieren. Die genau gleiche Szene findet später nochmal mit einer Männergruppe statt.
Beyoncés Tourband Suga Mama spielte in diesem Musikvideo ein zweites Mal mit. Die Mitglieder von Suga Mama sind in der Frauengruppe im Musikvideo.

## Kommerzieller Erfolg

### Chartplatzierungen
In den Charts war Green Light nur mäßig erfolgreich. Green Light erreichte im Vereinigten Königreich Platz zwölf der Singlecharts und konnte sich insgesamt neun Wochen in den Charts halten. Bis dato platzierte sich keine Single schlechter in den britischen Charts, damit lößte Green Light die Single Me, Myself and I (Höchstplatzierung: #11) ab. In Irland debütierte die Single am 23. August 2007 auf Platz 46 und verließ die Charts eine Woche später. Das Freemasons Remix des Liedes debütierte am 8. September 2007 auf Platz 30 der Niederländischen Charts. Die Single erreichte dort am 29. September 2007 mit Platz 18 seine Höchstplatzierung. Das Lied blieb dort sechs Wochen in den Charts.

### Auszeichnungen für Musikverkäufe
| Land/Region                  | Auszeichnungen für Musikverkäufe (Land/Region, Auszeichnung, Verkäufe) | Verkäufe |
| ---------------------------- | ---------------------------------------------------------------------- | -------- |
| Vereinigtes Königreich (BPI) | Silber                                                                 | 200.000  |
| Insgesamt                    | 1× Silber ·                                                            | 200.000  |

Hauptartikel: Beyoncé/Auszeichnungen für Musikverkäufe